# Pinagar
Pinagar is een bestuurslaag in het regentschap Tapanuli Selatan van de provincie Noord-Sumatra, Indonesië. Pinagar telt 937 inwoners (volkstelling 2010).